# Nimue Smit
Nimue Smit (Amsterdam, 14 gennaio 1992) è una modella olandese.

## Carriera
Nel 2007 firma con la Code Management di Amsterdam.
Nel 2008 firma con la Women Management di Milano. Debutta nello stesso anno in Italia nelle sfilate di Prada e Marni. Ad ottobre apre lo show di Miu Miu a Parigi. Il sito Models.com la classifica nella top ten delle nuove modelle.
Nel 2009 diventa uno dei volti per la campagna pubblicitaria di Prada, insieme alle colleghe Katrin Thormann e Sigrid Agren. Viene fotografata da Max Farago per TopShop. A gennaio compare in un editoriale di Vogue Italia (fotografata da Steven Meisel); il mese successivo è presente su Dazed, Vogue UK e Numéro. A marzo viene classificata come rising star dal sito Style.com. A settembre partecipa alla Settimana della moda newyorchese per Proenza Schouler; sfila successivamente per Blumarine e Chanel.
Nel 2010 è il volto per la campagna pubblicitaria primaverile di Giorgio Armani.

## Vita privata
Secondo alcuni tabloid ha avuto una relazione con la collega Myf Shepherd. È amica di Imogen Morris Clarke, la quale le ha attribuito il soprannome Nemo.

## Agenzie
- CODE Management - Amsterdam
- Women Management - New York, Milano, Parigi